# Thelma Coyne Long
Thelma Coyne Long (Sydney, 14 ottobre 1918 – 13 aprile 2015) è stata una tennista australiana.

## Biografia
Nata con il nome di Thelma Dorothy Coyne, si sposò nel 1940 e prese il cognome Long del marito. Nel singolare, ha vinto due edizioni degli Australian Championships: nel 1952 battendo in finale Helen Angwin per 6-2, 6-3 e nel 1954 battendo Jenny Staley per 6-3 6-4. Altre quattro volte è giunta in finale perdendola: nel 1940, quando perse contro Nancye Wynne per 5–7 6–4 6–0; nel 1951 quando venne sconfitta da Nancye Bolton per 6–1 7–5; nel 1955 quando venne fermata da Beryl Penrose (6–4 6–3) e nel 1956 da Mary Carter (3-6, 6-2, 9-7).
È stata una grandissima giocatrice di doppio, specialità in cui ha vinto prove del Grande Slam dall'età di diciassette anni sino a trentanove compiuti. Ha vinto gli Australian Championship nel 1936, 1937, 1938, 1939, 1940, 1947, 1948, 1949, 1951, 1952, in coppia con Nancye Wynne Bolton. Ha vinto poi altre due volte in coppia con Mary Bevis Hawton e precisamente nel 1956 e 1958.
Il doppio Mary Hawton-Thelma Coyne Long ha ottenuto successi anche agli Internazionali d'Italia, vincendo il trofeo nel 1952, battendo Nicla Migliori e Vittoria Tonolli; nel 1956, battendo Angela Buxton e Darlene Hard e l'anno successivo, battendo le messicane Yola Ramírez e Rosie Reyes. A Roma, le due tenniste australiane giunsero in finale anche nel 1951, quando persero dalle forti statunitensi Doris Hart e Shirley Fry e nel 1958, sconfitte dalle britanniche Shirley Bloomer e Christine Truman.
Mary Hawton e Thelma Coyne Long giunsero in finale di doppio anche al Roland Garros nel 1958 perdendo contro la coppia composta da Rosie Reyes e Yola Ramírez in due set (6-4, 7-5).
Thelma Coyne Long ha ottenuto numerose vittorie anche nel doppio misto. In tale specialita ha vinto gli Internazionali di Francia 1957, in coppia con Luis Ayala. Ha vinto anche quattro volte gli Australian Championships: nel 1951, nel 1952 e nel 1955 in coppia con George Worthington e nel 1955, in coppia con Rex Hartwig. 
In coppia con Luis Ayala si è aggiudicata il doppio misto anche agli Internazionali d'Italia 1956 e 1957 ma persero la finale del 1958 da Shirley Bloomer e Giorgio Fachini.
Complessivamente, Thelma Coyne Long ha vinto, nella sua carriera, venti titoli nei tornei del Grande Slam.
Nel 2013 è stata inserita nell'International Tennis Hall of Fame.